# جاك أوقست
جاك أوقست (بالإنجليزية: Jack August)‏ هو مؤرخ أمريكي، ولد في 7 يناير 1954، وتوفي في 20 يناير 2017.